# الکساندرا سیلک
الکساندرا سیلک (انگلیسی: Alexandra Silk؛ زاده ۱۹ سپتامبر ۱۹۶۳) بازیگر پورنوگرافی اهل ایالات متحده آمریکا است.